# رفتم برای پرواز
رفتم برای پرواز (به انگلیسی: Gonna Fly Now) یا تِم راکی (Theme from Rocky) ترانهٔ تم فیلم راکی است که به دست بیل کانتی هنرمند اهل آمریکا آهنگسازی شد.
این ترانه در سکانسی مشهور از فیلم راکی همراه تمرین روزانهٔ راکی بالبوآ -که به بالا رفتن از ۷۲ پلهٔ سنگی موزه هنر فیلادلفیا (مشهور به «پله‌های راکی») و نشان دادن ژست پیروزی ختم می‌شود- پخش می‌شود و به فرهنگ عامه آمریکا راه یافته‌است.